# Pháo chống tăng

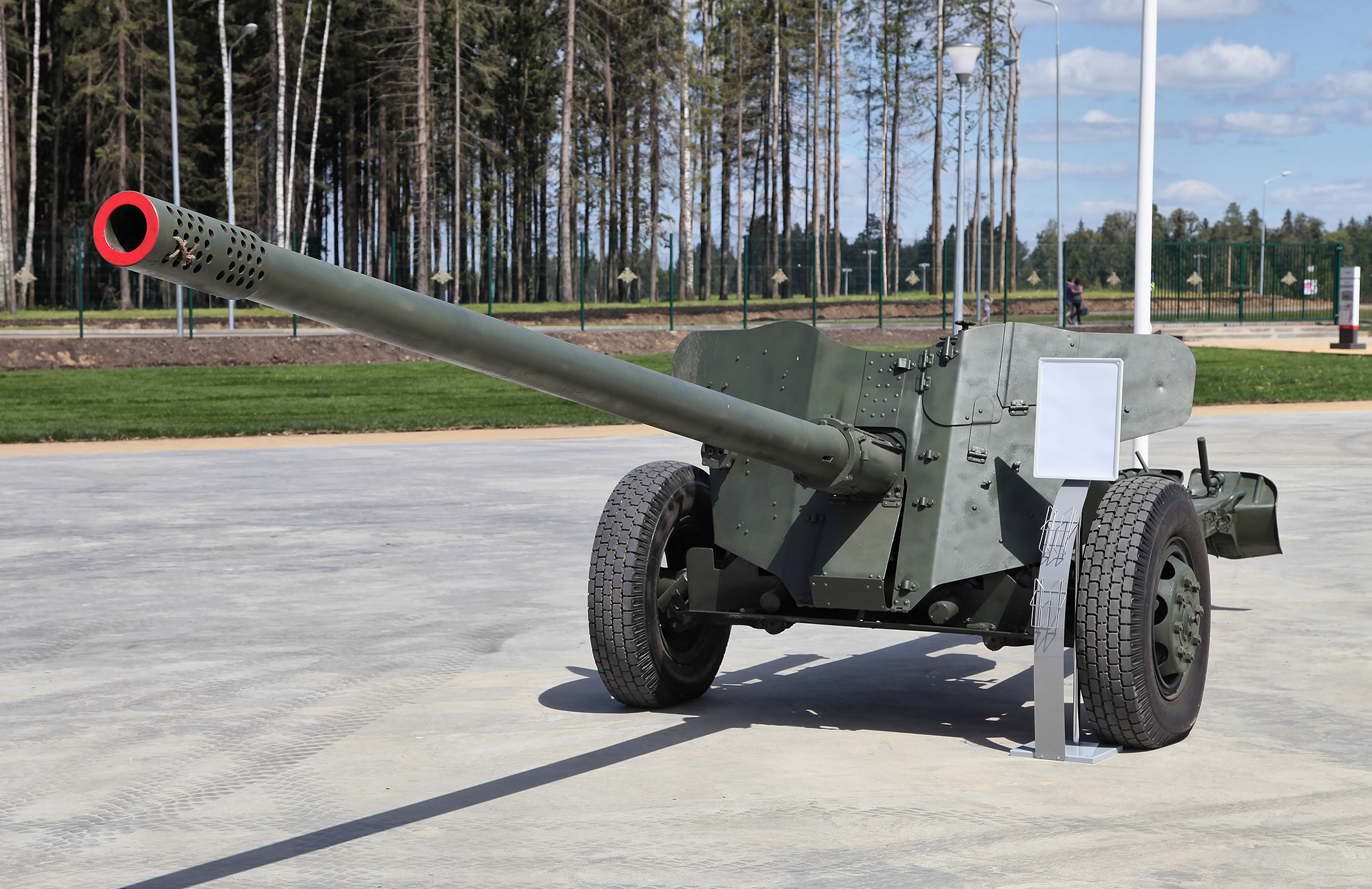
Pháo chống tăng MT-12 100 mm của Liên Xô thời hậu chiến

Pháo chống tăng (tiếng Anh: Anti-tank gun) là một loại pháo được thiết kế với chức năng tiêu diệt xe tăng và các loại xe chiến đấu bọc thép, thông thường từ một vị trí phòng thủ tĩnh. Pháo chống tăng là một thành phần trong nhóm vũ khí nổ (bao gồm cả súng trường chống tăng và súng phóng lựu chống tăng) được dùng để bắn hạ xe tăng, xe bọc thép, tiêu diệt bộ binh hoặc phá hủy căn cứ địch.
Trước vũ khí chống tăng dạng phóng ra đời, đã có nhiều vũ khí chống tăng dạng ném, đặt hoặc mìn chống tăng xuất hiện như lựu đạn chống tăng Panzerwurfmine của Đức, Cocktail Molotov (tên gọi khác là bom xăng, chai cháy) của Phần Lan, ST Grenade No.74 (tên gọi khác là bom dính) của Anh hoặc Bom ba càng của Nhật,... Tuy vậy, nhược điểm chung của các loại lựu đạn và vật liệu nổ này là cần tiếp cận mục tiêu ở khoảng cách gần, do đó rất dễ bị bộ binh hạ gục trước khi tiêu diệt được xe tăng.
Để khắc phục nhược điểm này, quân đội Đức đã chế tạo một thiết bị tiếp cận mục tiêu không người lái, trang bị 70–100 kg thuốc nổ HEAT. Nó được gọi là Goliath hay "bọ xe tăng", tuy nhiên hạn chế của nó là tốc độ di chuyển thấp, cáp điều khiển dễ bị tổn thương và lớp giáp mỏng dễ bị phá hủy. Người Nga thay vì sử dụng một thiết bị cơ khí đã huấn luyện một đội quân chó chống tăng. Đội quân chó này được huấn luyện để mang chất nổ phá hủy xe tăng đến mục tiêu, đặt chất nổ ở lại và sau đó rút về, chất nổ sau đó sẽ được kích hoạt bằng bộ đếm thời gian hoặc điều khiển từ xa. Tuy nhiên hầu hết các nhiệm vụ này đều khiến những chú chó phải hi sinh thay vì như ý tưởng ban đầu.
Do các xe tăng càng ngày được bọc thép dày hơn và được bảo vệ chống tiếp cận tốt hơn, nên nhu cầu cần có một loại vũ khí uy lực cao để tiêu diệt chúng từ tầm xa một cách hiệu quả. Và sự lựa chọn ban đầu là sử dụng các loại hỏa pháo chuyển đổi thành hỏa lực bắn thẳng.